# Friedrich Moch
Friedrich Moch (Memmingen, 12 de abril de 2000) es un deportista alemán que compite en esquí de fondo.
Ganó una medalla de bronce en el Campeonato Mundial de Esquí Nórdico de 2023, en la prueba de relevo. Participó en los Juegos Olímpicos de Pekín 2022, ocupando el quinto lugar en la misma prueba.

## Palmarés internacional
| Campeonato Mundial | Campeonato Mundial  | Campeonato Mundial | Campeonato Mundial |
| Año                | Lugar               | Medalla            | Prueba             |
| ------------------ | ------------------- | ------------------ | ------------------ |
| 2023               | Planica (Eslovenia) | Medalla de bronce  | Relevo 4 × 10 km   |